# Aliya Kazimy
Aliya Kazimy (Afeganistão) é uma professora universitária de Bamyan, a central de Afeganistão. São relevantes os seus escritos sobre como a tomada do poder pelos Talibãs mudou a forma como as mulheres podem se vestir. Foi reconhecida como uma das 100 mulheres mais influentes do mundo pela BBC, em 2021.

## Biografia
Aliya Kazimy nasceu no Afeganistão. Estudou no Instituto Mirwali e nas universidades de Yazd e Balkh. Conheceu a educação e os direitos humanos de antes da tomada de Cabul pelos talibãs. Trabalhou por três anos como voluntária da Cruz Vermelha, inciou uma uma padaria e confeitaria feminina e se formou com mestrado em gestão de negócios, em 2020. Ela trabalhou como professora universitária até o início de 2021, quando fugiu do Afeganistão devido ao retorno do Talibã ao poder naquele mesmo ano, e se estabeleceu nos EUA. Antes de partir, porém, recorreu às redes sociais para postar uma imagem surpreendente de seu guarda-roupas, alterado devido às mudanças políticas em seu país. Uma vez nos Estados Unidos, ela escreveu uma carta para Halima Aden, a primeira supermodelo a usar hijabe, ícone da moda e defensora dos direitos das mulheres (em 2020, Halima tenha desistido de ser modelo e tenha começado a produzir o filme "I Am You", baseado em uma história verdadeira sobre refugiados afegãos). Na carta, Aliya Kazimy defendeu apaixonadamente a liberdade de escolha das mulheres, especialmente em termos de vestuário.
Em sua carta, Aliya explica como conseguiu voar do Afeganistão para os Estados Unidos depois que o Talibã assumiu o controle. Ela explica que sente profunda tristeza pelas mulheres que ainda estão lá. Em sua carta a Halima, Aliya diz:
“Ver a beleza de uma variedade de cores diferentes sempre me deixou feliz. Eu realmente gostava de preto, mas isso foi antes de saber que estava condenada a usá-lo. Imagine por um momento que você não tem o direito de escolher o comprimento ou a cor do seu vestido, como você se sentiria?"
Ela acrescenta ainda que não se trata do comprimento dos vestidos, mas do direito de escolher por si mesma. Ela menciona que se trata mais dos direitos pelos quais lutaram e das vidas que sacrificaram ao longo dos anos para chegar onde chegaram, "esse direito negado é apenas parte do que as mulheres no Afeganistão estão passando: elas são privadas do direito à educação, ao trabalho e a outros direitos civis. Enquanto escrevo esta carta, meu coração dói pelo meu povo”, diz Aliya Kazimy.
Aliya Kazimy também explicou ao The New York Times que em Mazar-e Xarif, as mulheres não podem mais fazer compras sozinhas no bazar da cidade. Na entrevista, ela disse: “Pertenço à geração que teve muitas oportunidades após a queda do Talibã, há 20 anos. Consegui atingir meus objetivos de estudo e fui professora universitária por um ano, mas agora meu futuro é sombrio. Todos esses anos de trabalho duro e sonhos foram em vão."
Atualmente, ela quer fazer doutorado.

## Prêmio
- 2021 - 100 mulheres mais influentes do mundo segundo a BBC: 100 Women.[2]